# Enric Fontana Grau
Enric Fontana Grau (Reus, 1892 - 1951) va ser un comerciant d'olis català, pare d'Enric Fontana Codina, ministre de Comerç durant el franquisme.
Fill d'una família de l'alta burgesia comerciant reusenca, es va dedicar al comerç de l'oli i va ocupar diversos càrrecs a les esferes del poder municipal. Va ser diverses vegades regidor a l'ajuntament de Reus. El 1935 va ser un dels cofundadors de la secció reusenca de la C.E.D.A., partit que de fet ja venia actuant com a Acció Popular Catalana, del qual Fontana n'era membre. Va deixar el càrrec de regidor el gener de 1936, que ocupava des de l'any anterior, quan va dimitir l'alcalde Pere Jordana, per haver cessat el govern Lerroux. En la postguerra va ser membre de la junta directiva de la Cambra Oficial del Comerç i la Indústria de Reus, i va ser president de la Cambra de la Propietat Urbana. La seva empresa d'olis gestionava una part important de les exportacions d'aquest producte a l'estranger, i va ser president de la Federació Espanyola d'Exportadors d'oli d'oliva, cosa que el feia estar llargues temporades a l'estranger. Feia societat amb un germà seu, Josep Fontana Grau, pare del falangista i procurador en Corts Josep Maria Fontana Tarrats. Un altre germà seu, Ferran Fontana Grau, va ser afusellat el 1939 després d'un consell de guerra sumaríssim, per les seves idees anarquistes.